# 先哲叢談
『先哲叢談』（せんてつそうだん）は江戸時代初期から中期までの儒学者を対象とした漢文による伝記集。正編は原念斎著、文化13年（1816年）刊。後に東条琴台により『後編』『続編』が纏められた。

## 経緯

### 正編
先に念斎は天文以降の人物の伝記や墓碑銘を蒐集して『史氏備考』100巻を編纂し、これを要約して『先哲叢談』数十巻とした。長く箱にしまったままだったが、一度人に見せたところ、それが転写されて世に広まったので、煩わしく思い、儒林部14巻から永禄～享保年間に生きた人物を選び出し、『先哲叢談』8巻の刊行に至った。
- 文化12年（1814年）11月20日 - 出版許可
- 文化13年（1815年）9月 - 刻成
- 文化13年（1815年）9月 - 井上四明序
- 文化13年（1815年）11月 - 朝川善庵序
- 文化14年（1816年）1月下旬 - 佐藤一斎序

### 後編
原念斎は残りの6巻の刊行を果たせないまま死去し、遺稿は念斎の子徳斎の手に渡った。一方、別に東条琴台が『儒林小史』『閑散分宜記』を著していたが、文政8年（1811年）春、『先哲叢談』の版元慶元堂が琴台を訪れて二書を見、重複を除き体裁を整えて『先哲叢談後編』とすることを提案した。文政11年（1814年）冬、琴台は原念斎の子徳斎を訪れ、残りの草稿を受け継いだ。
- 文政10年（1827年）8月 - 出版許可
- 文政12年（1829年）9月 - 刻成
- 文政12年（1829年）12月 - 原徳斎序
- 文政13年（1830年）5月 - 亀田綾瀬序

### 続編
東条琴台は後編に続き、続編、余編の編纂に着手したが、刊行を果たせず死去し、遺稿は嗣子信升に託された。信升は向かいに住む岡本行敏に遺稿を託し、須原屋茂兵衛から刊行を見た。
- 光緒9年（1883年）冬 - 楊守敬序
- 明治16年（1883年）9月下旬 - 斎藤拙堂序
- 明治16年（1883年）10月 - 岡松甕谷序

### 正編
1. 藤原惺窩 林羅山 林鵞峰 林鳳岡 菅得庵
2. 石川丈山 堀杏庵 陳元贇 朝山意林庵 松永尺五 那波活所 朱舜水 中江藤樹 野中兼山
3. 山崎闇斎 熊沢蕃山 後藤松軒 木下順庵 安東省菴 二山伯養 谷一斎
4. 伊藤仁斎 伊藤東涯 伊藤蘭嵎 米川操軒 藤井懶斎 中村惕斎 貝原益軒 宇都宮遯庵 五井持軒 五井蘭洲 大高坂芝山
5. 深見玄岱 佐藤直方 浅見絅斎 森尚謙 安積澹泊 新井白石 室鳩巣 三宅尚斎 三宅石庵 三宅観瀾 佐藤周軒
6. 荻生徂徠 雨森芳洲 三輪執斎 梁田蛻巖 祇園南海 並河天民 太宰春台 服部南郭 服部仲英
7. 安藤東野 山県周南 平野金華 成島錦江 岡白駒 大内熊耳 中村蘭林 宇野明霞 宇野士朗
8. 秋山玉山 青木昆陽 奥田三角 高野蘭亭 井上蘭台 石川麟洲 湯浅常山 滝鶴台 宇佐美灊水 武田梅竜 原双桂

### 後編
1. 谷時中 三宅寄斎 小倉三省 永田善斎 江村専斎
2. 山鹿素行 川井東村 西山健甫 臼田畏斎 伊藤坦庵 小河立所 松浦交翠 荘田琳庵 榊原篁洲
3. 細井広沢 南部南山 中野撝謙 板倉復軒 盧草拙 荒川天散 鷹見爽鳩 益田鶴楼 田中蘭陵 岡島冠山 越智雲夢
4. 佐久間洞巖 矢野拙斎 中江岷山 高瀬学山 沢村琴所 桂山彩巌 味木立軒 山田麟嶼
5. 荘田子謙 稲葉迂斎 長阪円陵 中西淡淵 高暘谷 山脇東洋 三浦竹渓 木蓬莱 赤松太庾 中根東里 石金瀬浜
6. 劉竜門 良野華陰 田辺晋斎 南宮大湫 林東溟 永富独嘯庵 横谷藍水 鵜殿士寧 伊藤錦里 江村北海 清田儋叟
7. 渋井太室 伊藤冠峰 原田東岳 小川泰山 奥貫友山 山中天水 片岡如圭 井上金峨
8. 蘆野東山 石王塞軒 新井白蛾 竜草廬 安清河 石作駒石 沢田東江 那波魯堂 細井平洲

### 続編
1. 角倉了以 角倉素庵 独立性易 鵜飼称斎 鵜飼錬斎 鵜飼称斎
2. 三宅道乙 向井元升 菊池耕斎 田中止邱 劉東閣 佐々十竹 柳川震沢
3. 松下見林 松下真山 羽黒養潜 栗山潜鋒 国造塵隠 鳥山芝軒 笠原雲渓
4. 林道栄 稲生若水 阿部将翁
5. 松浦霞沼 土肥黙翁 土肥霞洲 田中邱愚 陶山鈍翁 向井滄洲 松崎蘭谷
6. 伊藤梅宇 伊藤分亭 伊藤竹里 篠崎東海 桑原空洞 関口黄山 田中大観 若林寛斎
7. 木下蘭皐 寺田臨川 松崎白圭 松崎観海 服部梅圃 服部栗斎
8. 石島筑波 日下生駒 多湖栢山 多湖松江 富永滄浪
9. 多田東渓 久野鳳湫 根本武夷 福島松江 服部蘇門 首藤水昌 河野恕斎
10. 後藤芝山 片山兼山 高芙蓉 宇井黙斎 平賀源内
11. 片山北海 立松東蒙 千葉芸閣 内田頑石 原狂斎 赤松滄洲
12. 吉田篁墩 吉田桃樹 坂本天山 西山拙斎 佐々木仁里

## 訳注
- 明治44年（1911年）大町桂月訳『新訳先哲叢談』至誠堂〈学生文庫 13〉 NDLJP:778294
- 明治44年（1911年）藤田篤編『訳注先哲叢談』、金港堂
- 大正5年（1916年）萩野由之監修、堀田璋左右・川上多助共編『先哲叢談』国史研究会〈日本偉人言行資料〉 NDLJP:953325
- 大正5年（1916年）萩野由之監修、堀田璋左右・川上多助共編『先哲叢談後編』国史研究会〈日本偉人言行資料〉 NDLJP:986496
- 大正6年（1917年）萩野由之監修、堀田璋左右・川上多助共編『先哲叢談続編』国史研究会〈日本偉人言行資料〉
- 大正12年（1923年）塚本哲三編『先哲叢談』有朋堂〈漢文叢書〉 NDLJP:958956
- 昭和3年（1928年）竹林貫一編『漢学者伝記集成』関書院〈辞書叢書 31〉
- 昭和7年（1932年）宮下幸平著『詳解先哲叢談』芳文堂
- 昭和11年（1936年）井上哲次郎・上田万年監修、小柳司気太校訂『先哲叢談』春陽堂〈大日本文庫儒教篇〉 NDLJP:1207431
- 平成6年（1994年）源了圓・前田勉訳注『先哲叢談』平凡社〈東洋文庫574〉。電子書籍で再刊